# وولماری ایسو-هولو
وولماری ایسو-هولو (فنلاندی: Volmari Iso-Hollo; ۵ ژانویهٔ ۱۹۰۷ – ۲۳ ژوئن ۱۹۶۹) دونده اهل فنلاند بود.
وی در مسابقات کشوری و بین‌المللی در مجموع برندهٔ ۲ مدال طلا، ۱ مدال نقره و ۱ مدال برنز شده‌است.

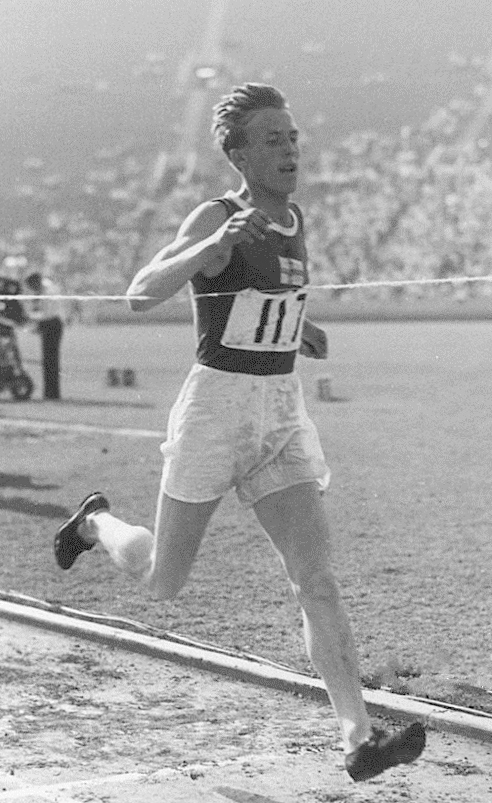
ولماری ایسو-هولو در بازی‌های المپیک ۱۹۳۶